# Perrierodendron
Perrierodendron es un género con cinco especies de plantas de flores perteneciente a la familia Sarcolaenaceae. 

## Especies seleccionadas
- Perrierodendron goinense
- Perrierodendron capuronii
- Perrierodendron occidentale
- Perrierodendron quartzitorum
- Perrierodendron rodoense